# Andrzej Chodecki
Andrzej Chodecki (zm. na początku 1507) – duchowny rzymskokatolicki. 
Jego ojcem był Stanisław Chodecki (zm. 1474), wojewoda ruski (1466) i podolski (1462), kasztelan lwowski (1460), starosta kruświcki, halicki (1452), kamieniecki (1464) oraz trembowelski. Matka - Barbara z Pilczy.
Po studiach w Akademii Krakowskiej objął plebanię halicką, następnie (od 1493) pełnił funkcję kanonika przemyskiego. W 1495 został mianowany kustoszem kapituły przemyskiej. W 1501 nominowany na ordynariusza kamienieckiego, nie uzyskał potwierdzenia papieskiego i nie był konsekrowany na biskupa, na stałe rezydując we Lwowie.